# Union Army

Étendard des États-Unis de 1863 à 1865.

L'Armée de l'Union (ou en anglais : Union Army, ou Northern Army, ou the Federal Army) désigne les forces armées des États-Unis lors de la guerre de Sécession.
Elle est composée de la petite armée régulière (fédérale et professionnelle qui comptait 16 000 hommes) en 1861, étoffée et renforcée des Colored troops, des Galvanized Yankees et sharpshooters, massivement renforcée d'unités fournies par les États du Nord, milices largement « fédéralisées » (par l'uniforme ou la nomination d'officiers) composées de volontaires aussi bien que de conscrits.
L'Armée de l'Union combattit et défit l'Armée du Sud ou Armée des États confédérés (en anglais : Confederate States Army, C.S.A.). Elle compta jusqu'à 2 500 000 hommes, dont environ 9,5 % étaient des Afro-Américains. Lors de ce conflit, elle perdit, selon les statistiques officielles, 364 511 hommes et compta 281 881 blessés.

## Structures

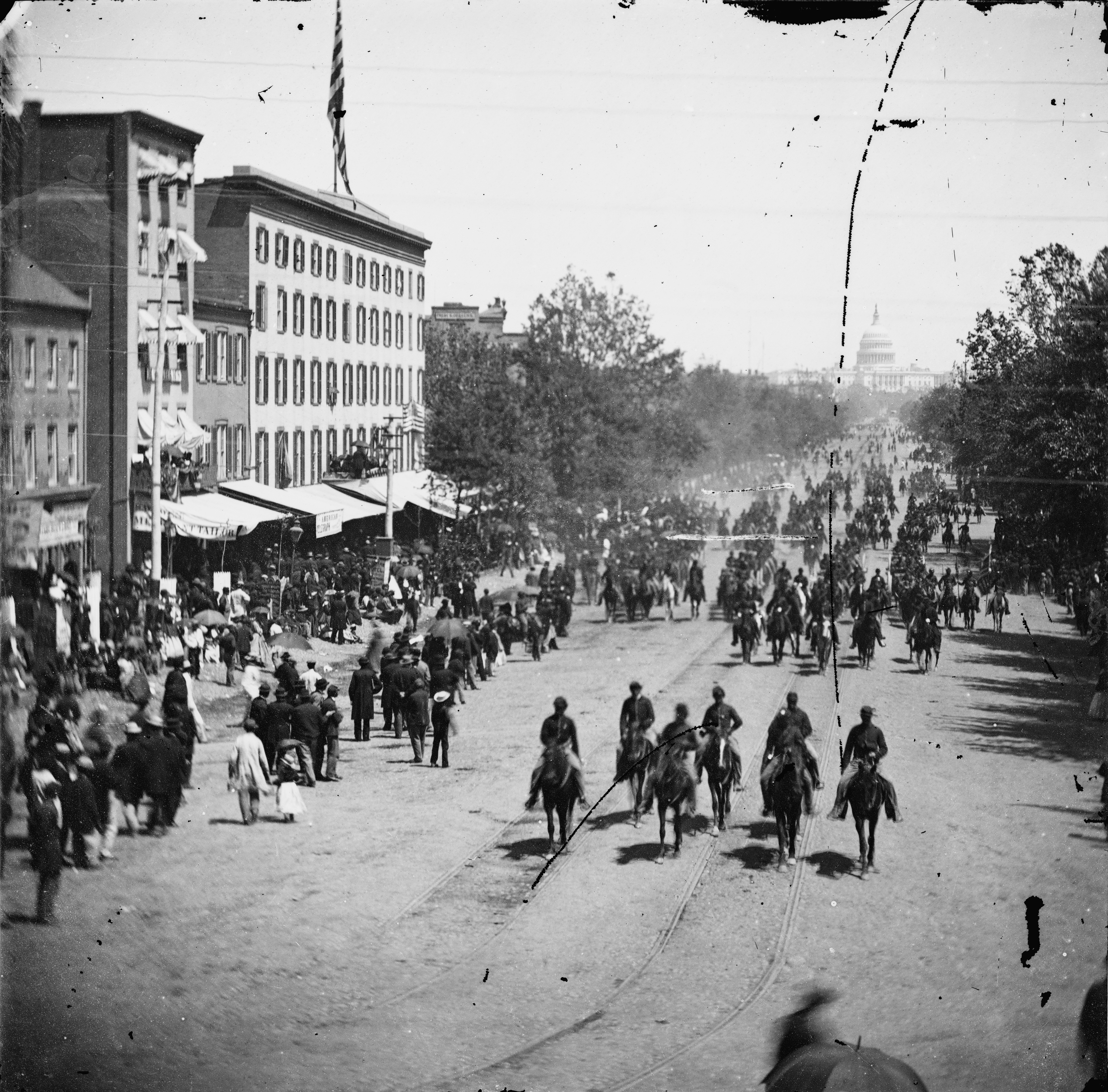
Défilé militaire des troupes de l'Union en 1865 sur Pennsylvania Avenue après la victoire contre les Confédérés.

L'organisation territoriale de l'armée de l'Union repose sur différentes subdivisions territoriales.

### Départements
Un département est une région militaire. Il désigne une région, par exemple un État. Mais il est souvent nommé en référence à un cours d'eau. Par exemple, département du Pacifique (qui couvre la Californie et l'Orégon), mais département du Tennessee, département de Cumberland.

### Districts
Un district est une subdivision d'un département. Par exemple, district de Cairo, district de l'est du Tennessee. Un district peut être lui-même subdivisé en sous-districts.

### Division militaire et théâtres d'opérations
Il s'agit d'un regroupement de plusieurs départements, sous le commandement d'un même général. De nos jours, on utiliserait plutôt le terme de « théâtres d'opérations ».
Pour prendre un exemple, la division militaire du Mississippi, créée en octobre 1863, concerne les départements de l'Ohio, du Tennessee et de Cumberland. Elle est sous les ordres du général Grant. En 1865, une division militaire du même nom concerne les départements de l'Ohio, de l'Arkansas et du Missouri.

### Armée
Une armée est l'unité militaire chargée d'un département ou d'un district. L'armée porte le nom du département concerné (exemple : armée du Tennessee), mais elle peut opérer en dehors de celui-ci. Elle est commandée par un Major-General.
Elle est composée de divisions et/ou de brigades. Ce sont soit des unités de l'armée régulière (Regular Army), c'est-à-dire de l'armée fédérale professionnelle des États-Unis, soit des unités levées par les États eux-mêmes pendant le conflit. Ces dernières, bien plus nombreuses et parfois nommées volunteer ou militia, forment la masse des unités des armées de cette guerre.

## Organisation des unités

### Infanterie

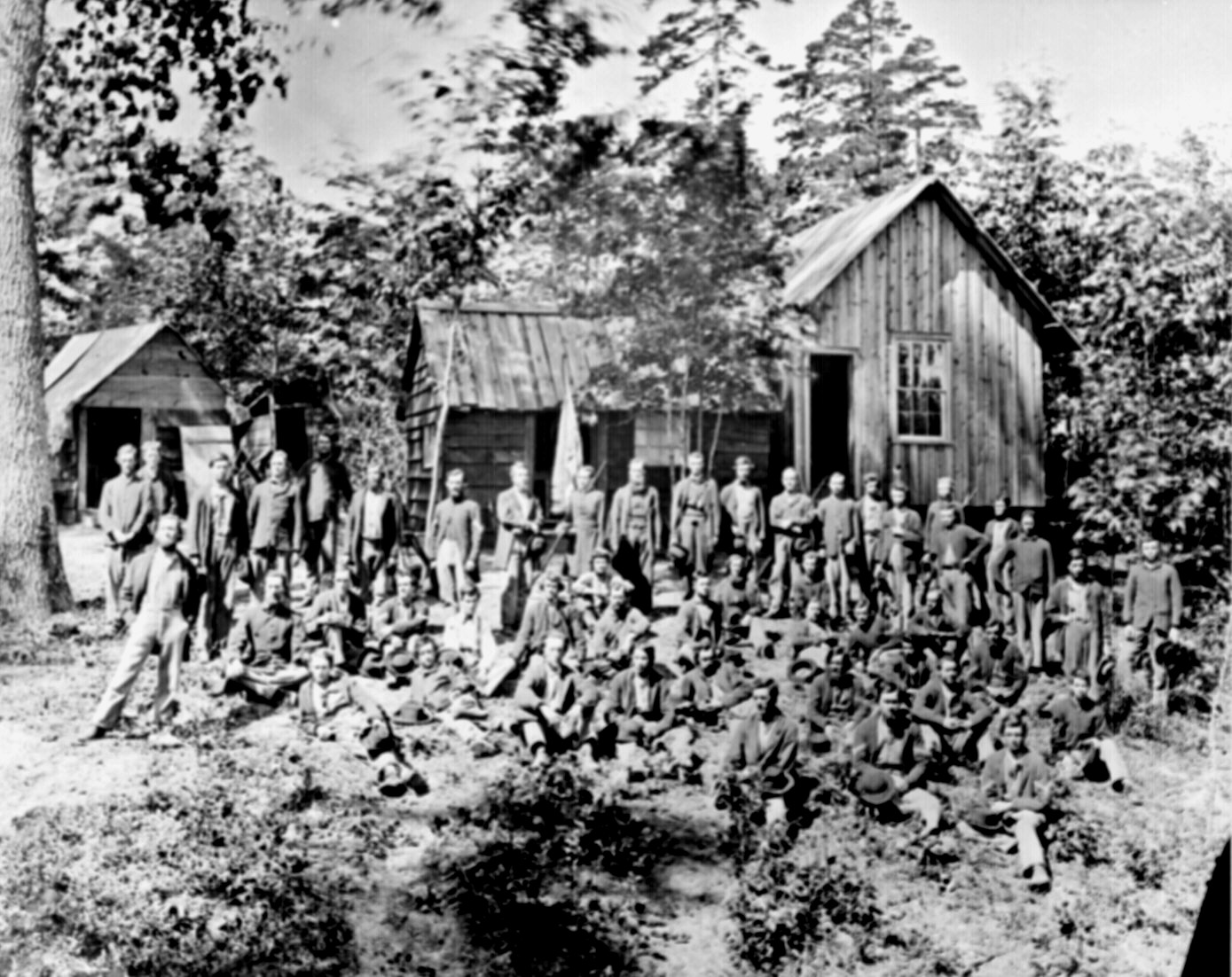
Le 21st Michigan Infantry, une compagnie des vétérans de William Tecumseh Sherman

L'unité de base est la compagnie. Elle affiche un effectif de 100 soldats et officiers. La compagnie est subdivisée en deux pelotons (platoons), eux-mêmes divisés en cinq escouades (squads). Une compagnie est commandée par un capitaine, assisté de deux lieutenants.

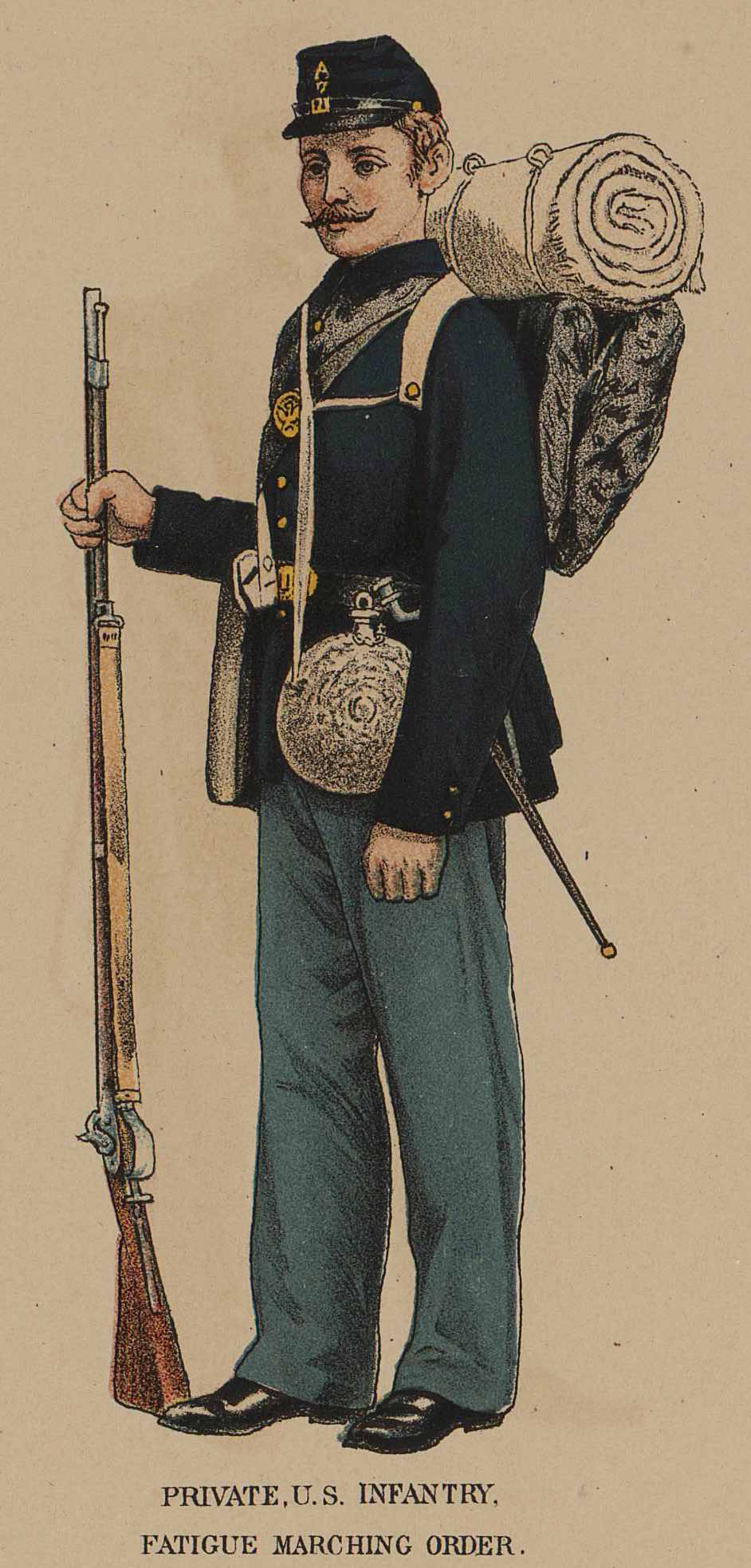
Uniforme d'un fantassin de l'armée de l'Union (détail de la planche 172, « Atlas to Accompany the Official Records of the Union and Confederate Armies »).

Un régiment comprend 10 compagnies. Il est levé dans un des États de l'Union ; il en porte le nom et un numéro séquentiel (54e Massachusetts, par exemple, est le 54e régiment levé dans cet État). Généralement, un régiment existant ne voit pas son effectif renouvelé. On préfère lever de nouveaux régiments, quitte à supprimer, ou fusionner, les anciens régiments aux effectifs devenus trop faibles pour tenir leur rang. Un total d'environ 1 320 régiments sont formés.
Le recrutement local des compagnies, et donc des régiments, conduit aussi à l'apparition d'unités ethniquement homogènes. Ainsi, le 55e New-York est un régiment composé majoritairement d'immigrés français et le 69e, du même État, d'Irlandais. Quant au 79e, il est composé d'Écossais (son uniforme de parade initial comporte même le kilt). On compte ainsi une soixantaine de régiments à recrutement allemand. Si ce système présente des avantages, par exemple pour la cohésion de l'unité, il présente aussi l'inconvénient de concentrer les pertes sur un petit territoire.
Un régiment est, normalement, commandé par un colonel, à défaut, par un lieutenant-colonel ou un major.
Une brigade regroupe plusieurs régiments, souvent de trois à cinq. C'est l'élément de manœuvre principal. Elle est commandée par un brigadier général, voire un colonel. À la bataille de Fort Donelson, la brigade Cook, de la 2e division, comprend six régiments. Mais, dans la même division, la brigade Mc Arthur n'en comprend que trois.

### Artillerie
À l'ouverture du conflit, l'artillerie fédérale compte 2 283 canons. Mais seuls 10 % sont des pièces d'artillerie de campagne, c'est-à-dire capable de suivre et d'assister une armée en campagne. À la fin du conflit, elle comptera 3 325 canons, dont la moitié (53 %) seront des pièces de campagne.
Elle aura reçu, pendant le conflit, 7 892 canons, 2 862 177 projectiles, 13 320 tonnes de poudre.

#### Organisation
L'unité de base est la compagnie d'artillerie, qui est nommée batterie. Elle regroupe, normalement, six canons et une centaine de soldats. Pour prendre un exemple, une batterie de 6 canons de 12 livres Napoleon aligne 6 avant-trains et 6 caissons, un chariot de matériel, une forge de campagne et 91 chevaux. Elle est commandée par un capitaine, 4 lieutenants, 8 sergents, 12 caporaux, 52 conducteurs, 70 artilleurs, 6 artificiers et 2 clairons (buglers).
Les batteries sont rattachées à des brigades, ou sont regroupées en réserve d'artillerie des grandes unités, divisions ou corps. Elles sont groupées en brigades, commandées par un colonel.
- Artillerie de campagne : les batteries sont « à pied », lorsque les artilleurs se déplacent comme l'infanterie, ou « montée » (light artillery[f]) quand les artilleurs sont des cavaliers.
- Artillerie lourde : des pièces beaucoup plus lourdes sont utilisées dans les forts des forces fédérales. Ces pièces sont statiques ou du moins difficilement déplaçables. Elles se rapprochent des pièces de marine.

#### Matériel
Il y a deux types de pièces d'artillerie utilisées par l'armée fédérale : d'un côté, les pièces à âme lisse et, de l'autre, les pièces rayées.
Les pièces à âme lisse de l'artillerie de campagne sont, en général, des Canons obusiers de 12 « Napoléon », c'est-à-dire des pièces imitées du modèle français de canon imaginé par le prince Louis-Napoléon Bonaparte. Ce sont des canons de 12 livres.
Les pièces rayées de la même artillerie de campagne sont des Parrott (du nom de leur inventeur), de 10 ou 20 livres, des Withworth de 20 livres ou des 3 pouces d'ordonnance (inventés par J. Griffen).

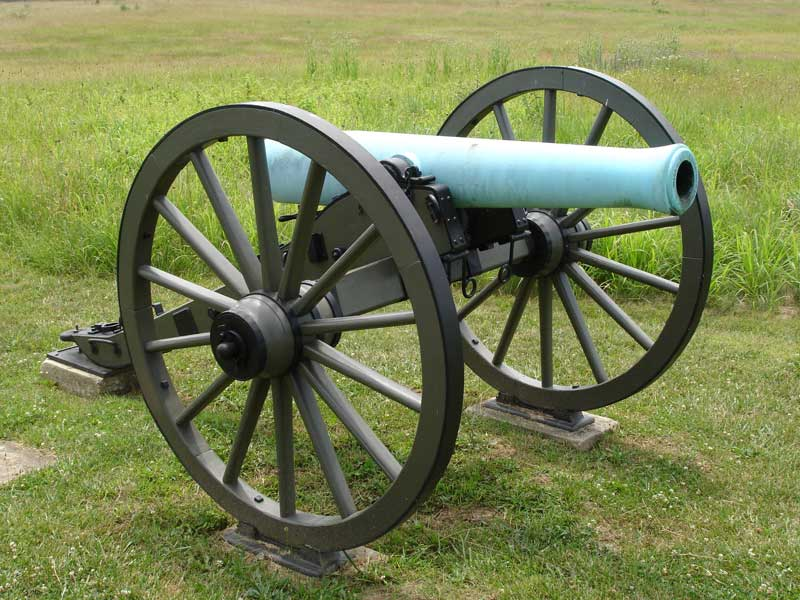
Le 12 livres « Napoleon ».
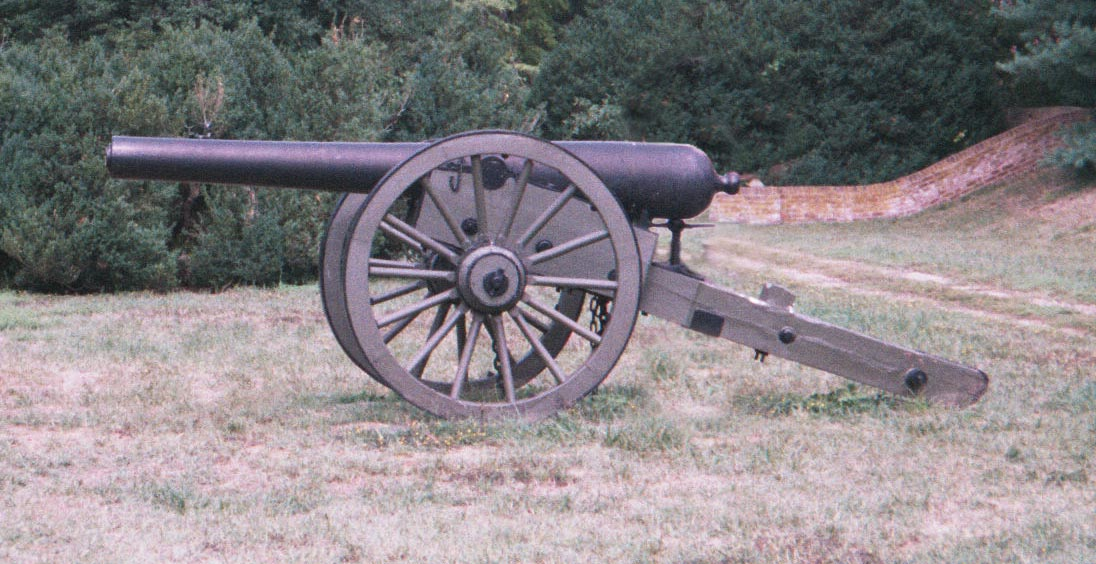
Canon rayé de 4,5 pouces, d'ordonnance.
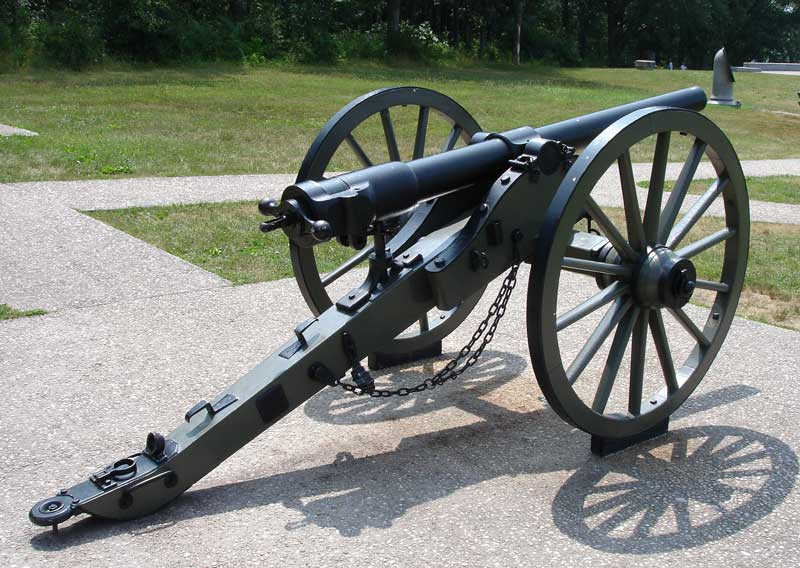
Canon Withworth.
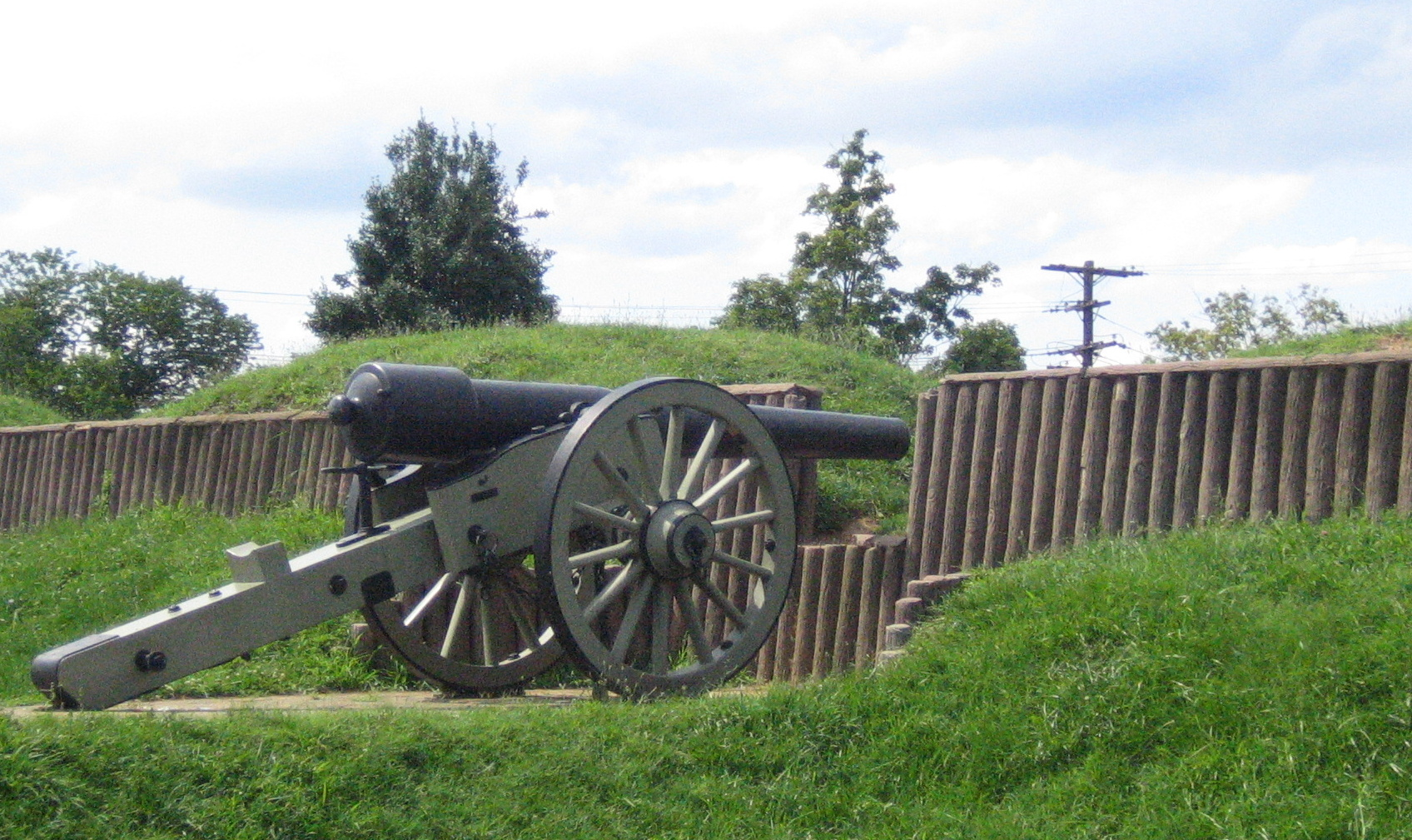
Canon Parrott.

Tout au long du conflit, l'armée fédérale fera l'acquisition de 4 048 canons de campagne. Parmi ceux-ci, on compte 1 127 Napoleons, 925 3 pouces d'ordonnance, 287 canons Parrott de 10 livres et 338 de 20 livres. Elle recevra aussi 5 748 462 projectiles et 9 540 603 livres de poudre à canon.
Au début du conflit, l'armée ne disposait que de 330 pièces de campagne.

#### Personnels
Un canon de campagne, comme un « Napoléon », est servi par huit artilleurs, assistés de quatre hommes chargés des chevaux, des avant-trains et caissons.
La batterie, de six canons, commandée par un capitaine, est organisée en trois sections de deux canons. Chaque section est commandée par un lieutenant.

#### Utilisation dans les combats
- Antietam : l'artillerie est répartie au niveau de chacune des divisions, à raison de deux ou trois batteries. Il n'y a pas de réserve d'artillerie ; seul le XIIe Corps a gardé ensemble ses sept batteries. Sur un total de 50 batteries présentes, quatre sont des batteries d'artillerie à cheval.
- Gettysburg : l'armée nordiste y aligne 65 batteries. Elles sont regroupées en brigades, rattachées à chacun des Corps, avec une réserve générale. Le troisième jour des combats, la charge de la division sudiste Pickett sera arrêtée, principalement, par l'artillerie nordiste qui a évité de se lancer dans un duel avec l'artillerie adverse pour se concentrer sur un rôle de soutien des unités d'infanterie.

### Cavalerie
Au début de 1861, l'armée fédérale comprend cinq régiments de cavalerie.
L'organisation est similaire à celle de l'infanterie. Dix à douze compagnies, nommées « troops », composent un régiment de cavalerie. Ces compagnies sont regroupées en trois bataillons. Elles sont elles-mêmes scindables en escadrons (squadrons).
En août 1861, un sixième régiment de cavalerie régulière est levé. Mais à côté de ces unités apparaissent de nombreuses unités levées par les États, avec peu d'enthousiasme au début car former un bon cavalier est bien plus long et plus coûteux que former un bon fantassin. Au 31 décembre 1861, on compte 54 654 cavaliers volontaires, à côté des 4 744 des unités régulières. Six mois plus tard, il y a 75 de ces régiments ; en août 1863, 174. À la fin de la guerre, 272 régiments de cavalerie auront été levés.
Les régiments sont aussi numérotés à la suite, comme pour l'infanterie.
Ils sont soit rattachés à des divisions ou des brigades, soit regroupés en grandes unités indépendantes qui pourront aller jusqu'à des Corps de cavalerie, vers la fin du conflit.
Le rôle de la cavalerie diffère assez profondément de celui à elle dévolue dans les guerres en Europe. Si elle retrouve les fonctions classiques de reconnaissance et d'éclairage, elle n'a pas son rôle de force de rupture. L'évolution de son armement en est une des raisons. Équipée de carabines rayées, elle peut menacer un adversaire à une distance telle que la charge devient suicidaire. Il faut plutôt la considérer comme une infanterie montée mais combattant à pied. Comme exemple, on peut prendre l'action de la division de cavalerie de John Buford, le premier jour de la bataille de Gettysburg. Mais il y a eu aussi des combats de cavalerie contre cavalerie, comme à Brandy Station, peu avant Gettysburg.
Un autre rôle apparaîtra au fil du temps, celui de raids en profondeur pour désorganiser les arrières des armées ennemies. La cavalerie fédérale suivra là l'exemple de son homologue confédérée.

### Services et autres unités

#### Génie
En août 1861, l'armée régulière a un bataillon du Génie de 650 hommes. Des unités de volontaires seront aussi levées, comme le 15th New-York Engineer Regiment ou le 1st Michigan Engineers and Mechanics Regiment.
Ces unités combattront aussi comme infanterie, comme le bataillon régulier à Malvern Hill, ou le régiment du Michigan à Lavergne (Tennessee), le 30 décembre 1864.

#### Service de santé
Au début du conflit, il ne compte que 30 chirurgiens et 83 aides-chirurgiens ; mais en 1865, ce sont près de 11 000 médecins qui auront servi ou servent dans l'armée nordiste. Le plus gros hôpital militaire avait 41 lits ; à la fin de la guerre, il y aura en tout 187 000 lits.
Les premiers soins sont donnés dans des hôpitaux de campagne, établis généralement au niveau des brigades ou des divisions. Les évacuations se font au début par ambulances hippomobiles mais rapidement par chemin de fer et par bateau. Les transports ferroviaires sont d'abord confiés à des sociétés privées, mais le « surgeon general de l'armée » W. A. Hammond en transfère la responsabilité à l'administration.
L'organisation du service évolue dès le mois d'août 1862, quand le commandant de l'armée du Potomac adopte la suggestion de son médecin-chef, Jonathan Letterman, et met sur pied un système d'ambulances dont l'efficacité sera telle qu'il servira de modèle pour les armées européennes jusqu'au premier conflit mondial.

#### Transmissions
Elles sont assurées par deux structures parallèles et parfois concurrentes : d'une part par le U.S. Military Telegraph Corps, d'autre part par le Signal Corps.
Le U.S. Military Telegraph Corps n'est pas véritablement une structure militaire. Il résulte de la réquisition du système télégraphique commercial autour de Washington et du rattachement direct de certains de ses éléments au département à la Guerre de Stanton. Son rôle est d'assurer la transmission des informations entre le gouvernement et ses armées. Il est aussi chargé des codes secrets. Son rôle principal est donc d'agir au niveau stratégique.
Le Signal Corps est un service militaire mis en place avant la guerre de Sécession. Au contraire du précédent, son rôle est au niveau tactique. Il utilise avant tout un système de signalisation par fanions. L'opérateur agite un fanion, selon cinq positions différentes ; chaque lettre, ou mot de code correspond à une séquence des 5 positions (par exemple : la lettre A = 11, le chiffre 1 = 14223, le code « fin du message » = 555 ; cela peut devenir complexe, comme le montre le code pour signaler « Répétez, je n'ai pas compris ! » = C C C puis « fin de mot », ce qui donne « 234 234 234 5 »).
Le Signal Corps mettra aussi en œuvre des transmissions télégraphiques, entrant alors en concurrence avec l'autre service. Il ne réussira pas à prendre le pas sur le Telegraph Corps, mais développera des chariots portant les installations de télégraphe au plus près des grandes unités et l'établissement de lignes volantes. Il mettra aussi au point des trains pour les communications télégraphiques, avec locomotive, deux wagons et de quoi établir huit kilomètres de lignes.

## Organisation des armées

### Corps et Divisions
Au long du conflit, avec l'augmentation des effectifs de l'armée, on va voir se généraliser les divisions, regroupement de plusieurs brigades, et les Corps, regroupement de plusieurs divisions. Les Corps sont numérotés (traditionnellement en chiffres romains) mais quelquefois appelés d'après le nom de leur commandant. Les divisions sont dénommées d'après le nom du général les commandant.
Ces unités regroupent alors des éléments des trois armes, infanterie, cavalerie et artillerie, même si cela n'est pas systématique.

### Commandement

#### Généraux
Les généraux sont des brigadiers généraux, commandant une brigade, des Majors généraux, commandant les divisions, les corps d'armée et les armées. Quand Ulysses Grant devient commandant en chef, le grade de lieutenant général (celui de George Washington) sera recréé par le Congrès pour lui être attribué.
La nomination des officiers revient au Président, mais doit être confirmée par le Congrès.
Les généraux sont soit issus de l'armée régulière et donc passés par les différentes académies militaires (dont West Point, mais ce n'est pas la seule), soit issus des formations levées par les États et, dans ce cas, ils reçoivent un brevet de cet État. Cette seconde catégorie peut donc n'avoir aucune formation militaire, avec toutes les conséquences que cela peut avoir. Cependant, 294 des généraux de ce conflit seront issus de West Point.
En 1860, les États-Unis ont huit écoles militaires. Mais sept d'entre elles se trouvent dans les états qui vont faire sécession.
Les seuls officiers formés sont donc ceux de l'armée régulière, mais celle-ci n'est pas dispersée au sein de la nouvelle armée nordiste. Elle subsiste et, pour une bonne part, continue à monter la garde dans les confins du pays.
Des raisons politiques amèneront Lincoln à nommer des généraux en fonction de leur origine plutôt que leur compétence, exactement comme pour les nominations « des attachés de cabinet ou des receveurs des Postes ». Ce ne fut pas toujours une faute majeure. À côté de généraux aux compétences qui resteront limitées, comme D. Sickles, commandant le IIIe Corps à Gettysburg, on en trouve d'autres qui rempliront correctement leur rôle, par exemple, James S. Wadsworth, commandant la 1e division du Ier Corps à la même bataille de Gettysburg. On compte un total de 583 généraux dans l'armée de l’Union.

#### Officiers des unités des États
Un nouveau régiment de volontaires est levé au niveau d'un État, généralement sur demande du gouvernement.
Le gouverneur va choisir une personne qu'il estime capable de constituer ce régiment. Ce nouveau colonel va, à son tour, choisir dix personnes dont il pense qu'elles seront capables de lever chacune une compagnie.
Quand les compagnies sont levées, c'est-à-dire qu'elles comptent chacune au moins 62 soldats, les autres officiers sont nommés par le gouverneur, souvent d'après un vote des soldats. Enfin, le gouverneur octroie des brevets à chacun des officiers du nouveau régiment. Rapidement, le département de la Guerre (War Department) se réservera le droit de confirmer chaque officier nommé.
Ces brevets d'officiers sont donc offerts à ceux qui en sont jugés dignes par l'État concerné, la compétence en matière militaire n'est pas le critère principal. En passant, cela explique aussi le choix de créer de nouveaux régiments plutôt que renforcer les unités existantes : cela permet de multiplier les brevets d'officier à offrir. Cependant, on verra souvent des officiers de l'armée régulière préférer servir dans des régiments de volontaires, car ils peuvent ainsi obtenir un grade supérieur ; de la sorte, les nouveaux régiments agiront sous le commandement de militaires confirmés.

### Logistique
Au début du conflit, elle est assurée par le Quartermaster Department, qui s'occupe de l'approvisionnement de l'armée régulière, 16 000 hommes. Au cours du conflit, ce département ira jusqu'à compter 10 000 employés, civils ou militaires (parmi lesquels 170 femmes) pour fournir près de deux millions de soldats et marins.
L'augmentation rapide des effectifs cause quelques flottements, mais sous la férule du Brigadier-général Meigs, le système s'organise rapidement, autour de contrats conclus avec des fournisseurs privés mais aussi des productions directement contrôlées par l'Armée. C'est, par exemple, alors que sont définies des mesures standards pour les uniformes, ce qui donnera naissances aux « tailles » que nous connaissons toujours.
Une armée compte un fourgon pour 40 hommes et un mulet, ou cheval, pour deux ou trois hommes. Si elle compte 100 000 hommes, ce sont 2 500 fourgons et 35 000 mulets qui doivent la suivre et lui apporter, entre autres, les 600 tonnes de vivres qu'elle consomme par jour.
Le transport fait aussi appel aux chemins de fer, par des contrats conclus avec les compagnies privées, mais aussi en créant ses propres lignes par le United States Military Railroad.

## Les Noirs dans l'armée fédérale

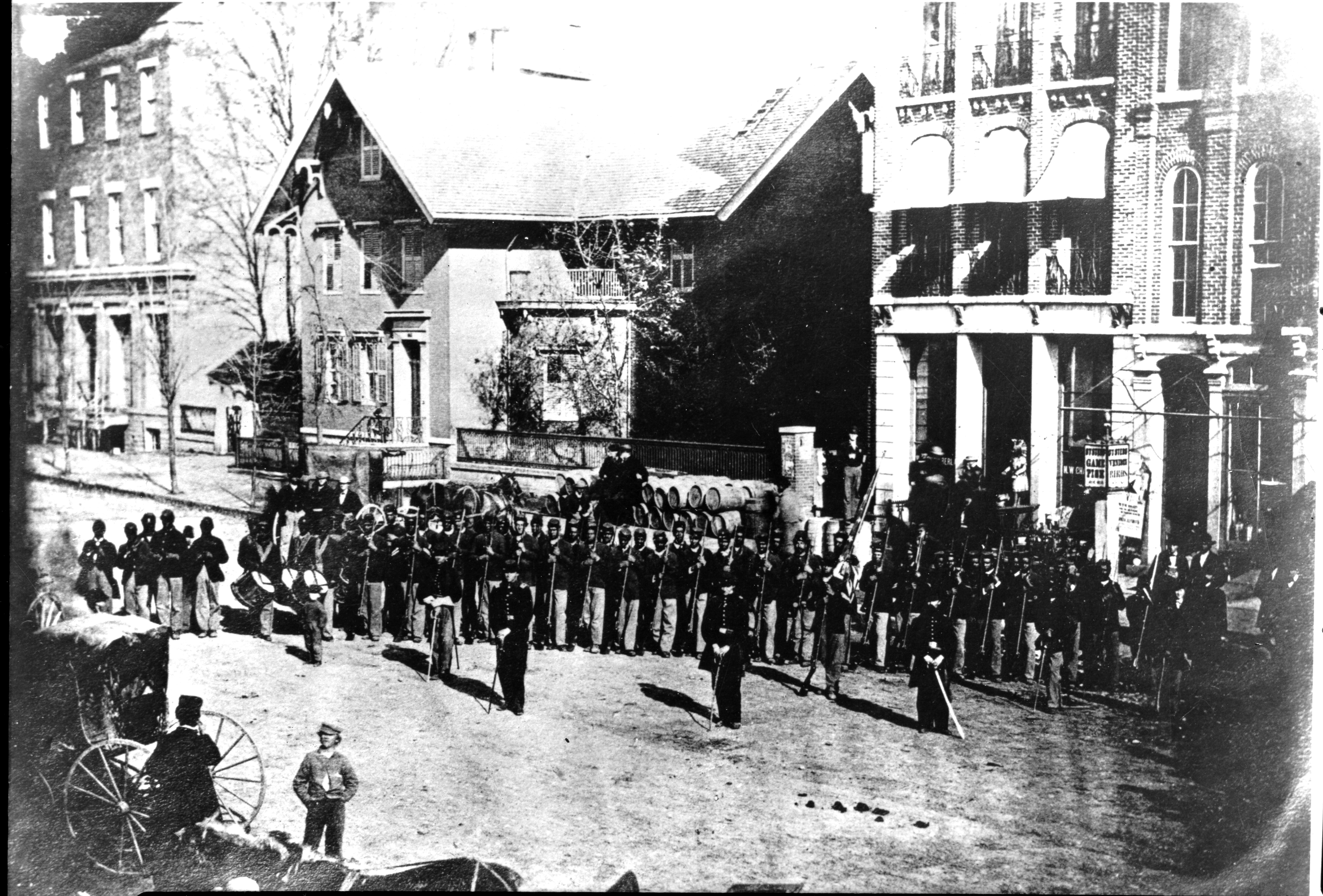
Le Régiment des Volontaires de l'Ohio, premier régiment à recrutement noir de cet État, qui deviendra ensuite le 5e Infantry Regiment (USCT).

S'il y a trace d'un régiment composé de Noirs libres qui combat aux côtés de George Washington durant la guerre d'Indépendance, il n'existe plus, au début du conflit, d'unités composées de Noirs.
C'est le 17 juillet 1862 que le Congrès vote le Militia Act qui autorise le recrutement de Noirs comme soldats. Les premières unités sont levées localement. Dès le mois suivant, le 1er Régiment des Volontaires du Kansas (colored) est mis sur pied. Mais on lève aussi des unités non combattantes comme la Brigade noire de Cincinnati, unité d'ouvriers.
Dans un deuxième temps on verra apparaître des régiments de volontaires, tels les célèbres 54e Massachusetts et 5° United States Colored Cavalry (ou 5th U.S.C.C.).
Dans un dernier temps, le gouvernement fédéral choisit de centraliser l'organisation et l'emploi des unités noires en créant les U.S.C.T. (« US Colored Troops »), récupérant au passage dans cette nouvelle structure les régiments de volontaires déjà créés (hors les 54e et 55e Massachusetts, le 5th U.S.C.C. et le 29th Connecticut Volunteers dont la réputation sauvera l'appellation d'origine) et lui réservant la création de nouvelles unités.
L'armée nordiste finira par aligner 6 régiments de cavalerie USCT, 138 régiments d'infanterie et 22 compagnies d'artillerie composées de soldats noirs. En 1865, le XXVe Corps n'est composé que d'unités noires. En revanche, l'encadrement restera très majoritairement réservé aux soldats blancs.

## Corruption
Pour enquêter sur les allégations de plus en plus insistantes de corruption au sein de l'armée et de l'état-major, Ulysses Grant charge le colonel James Stokes, l'un de ses camarades de promotion, de prendre la tête d'une commission. Celui-ci découvre que l'ensemble des services financiers de l'armée sont affectés. Les biens confisqués aux rebelles sont illégalement revendus pour acquitter les soldes ou les notes de frais des officiers. Les surveillants militaires ont empoché tous les billets de chemin de fer destinés aux troupes. Les fonds destinés aux soldats noirs ont disparu. Des officiers des services financiers ont vendu à des prix particulièrement bas (empochant le solde de la transaction réelle) des réserves de chevaux. Les découvertes de James Stokes sont si graves et compromettent tant d'officiers qu'il est finalement écarté et muté.

## Principales armées nordistes
- Armée du Cumberland (« Army of the Cumberland ») ;
- Armée de Géorgie (« Army of Georgia ») ;
- Armée du Golfe (« Army of the Gulf ») ;
- Army of the James (« Army of the James ») ;
- Armée de l'Ohio (« Army of the Ohio ») ;
- Armée du Potomac (« Army of the Potomac ») : C'est la principale des armées du théâtre d'opérations oriental. Elle comptera jusqu'à neuf Corps d'armée. C'est elle qui livrera, entre autres, la bataille de Gettysburg ;
- Armée de la Shenandoah (« Army of the Shenandoah ») : Création éphémère en 1861, puis recréée en 1864 avec les VIe, VIIIe et XIXe Corps ;
- Armée du Tennessee (« Army of the Tennessee ») : C'est la principale des armées du théâtre d'opérations occidental. Créée en décembre 1861, elle se compose alors de quatre divisions. C'est elle qui livre les batailles de Shiloh, de Fort Henry et Fort Donelson. En octobre 1862, à la bataille Vicksburg, elle aligne quatre corps d'armée, les XIIIe, XVe, XVIe et XVIIe Corps.
- Armée de Virginie (« Army of Virginia »).